# Gouvernement al-Mahwīt
Al-Mahwīt (arabisch المحويت, DMG al-Maḥwīt) ist eines der 22 Gouvernements des Jemen. Es liegt im Westen des Landes.
Al-Mahwīt hat eine Fläche von 2.858 km² und ca. 706.000 Einwohner (Stand: 2017). Das ergibt eine Bevölkerungsdichte von 247 Einwohnern pro km².